# Puerto Triunfo (Paraguay)
Puerto Triunfo es una pequeña localidad portuaria situada en el Departamento de Itapúa, Paraguay. 
Su economía está basada en la agricultura y ganadería y cuenta con un puerto sobre el río Paraná y a su orilla se encuentra la ciudad de Puerto Rico, con paso fronterizo internacional en balsacon la Provincia de Misiones de la República Argentina.Está ubicado a 127 km aproximadamente, de la capital departamental, Encarnación.

## Viaje en balsa
El servicio de balsa hacia la vecina localidad argentina de Puerto Rico emplea un tiempo estimado entre 7 a 10 minutos para el cruce sobre el río Paraná y cuenta con una capacidad de 10 vehículos y 40 pasajeros por viaje.

### Época de pandemia
Durante la época de Pandemia de COVID-19 y luego de dos años de espera, el miércoles 13 de abril de 2022 por la mañana se habilitó nuevamente el servicio de balsas que une a Puerto Triunfo con Puerto Rico.

## Futuro puente fronterizo
En enero de 2024 se anunció en los medios de comunicación la posibilidad de construcción de un puente binacional entre Puerto Triunfo y Puerto Rico, financiado por la Entidad Binacional Yacyretá (EBY).El anuncio entonces fue realizado por el gobernador de Itapúa; Francisco Javier Pereira Rieve; el intendente de Natalio, Marco Maidana Ojeda, y el intendente de Puerto Rico, Carlos Koth.

## Galería de imágenes

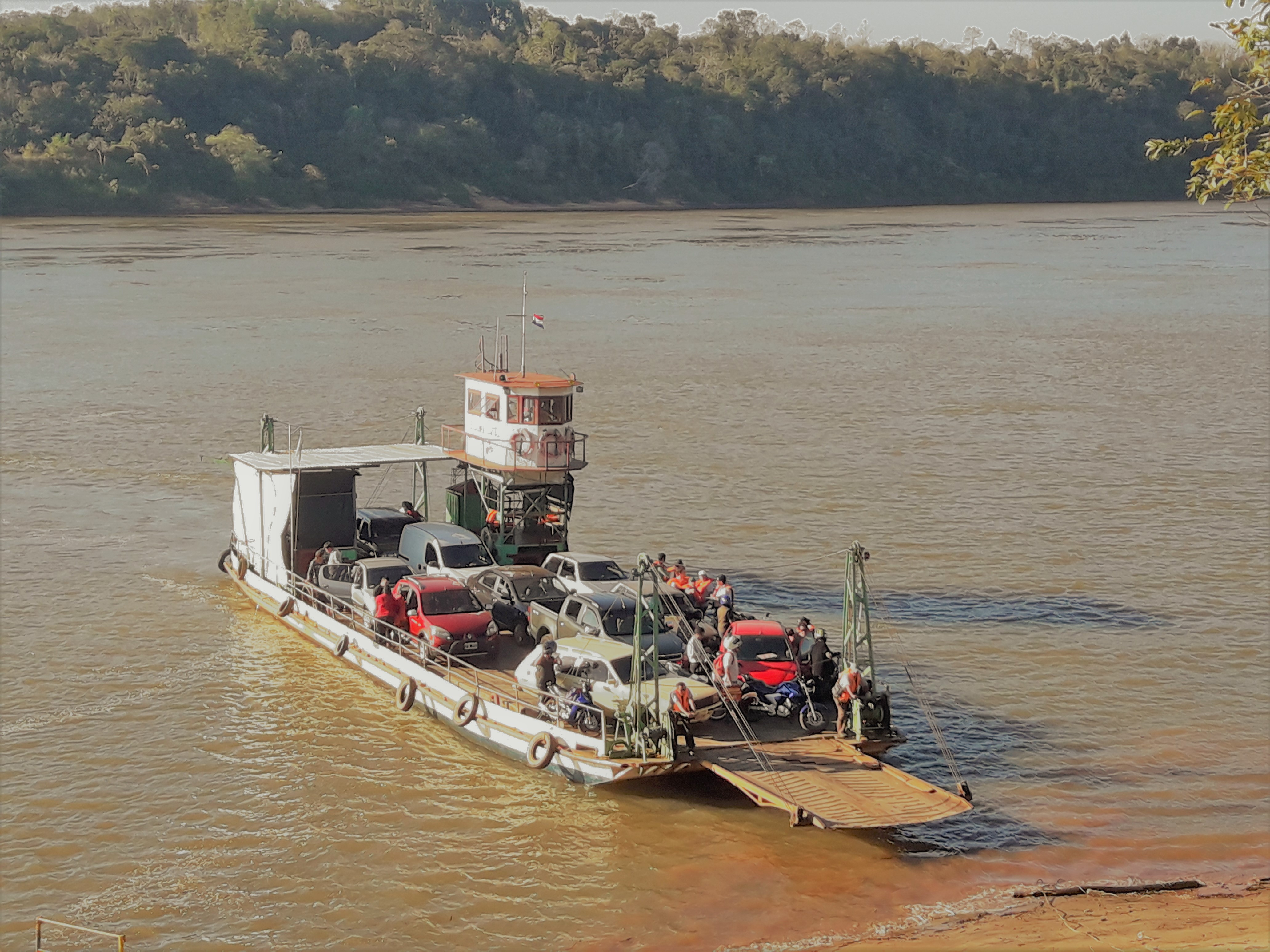
Balsa del paso internacional entre Puerto Rico (Argentina) y Puerto Triunfo (Paraguay)
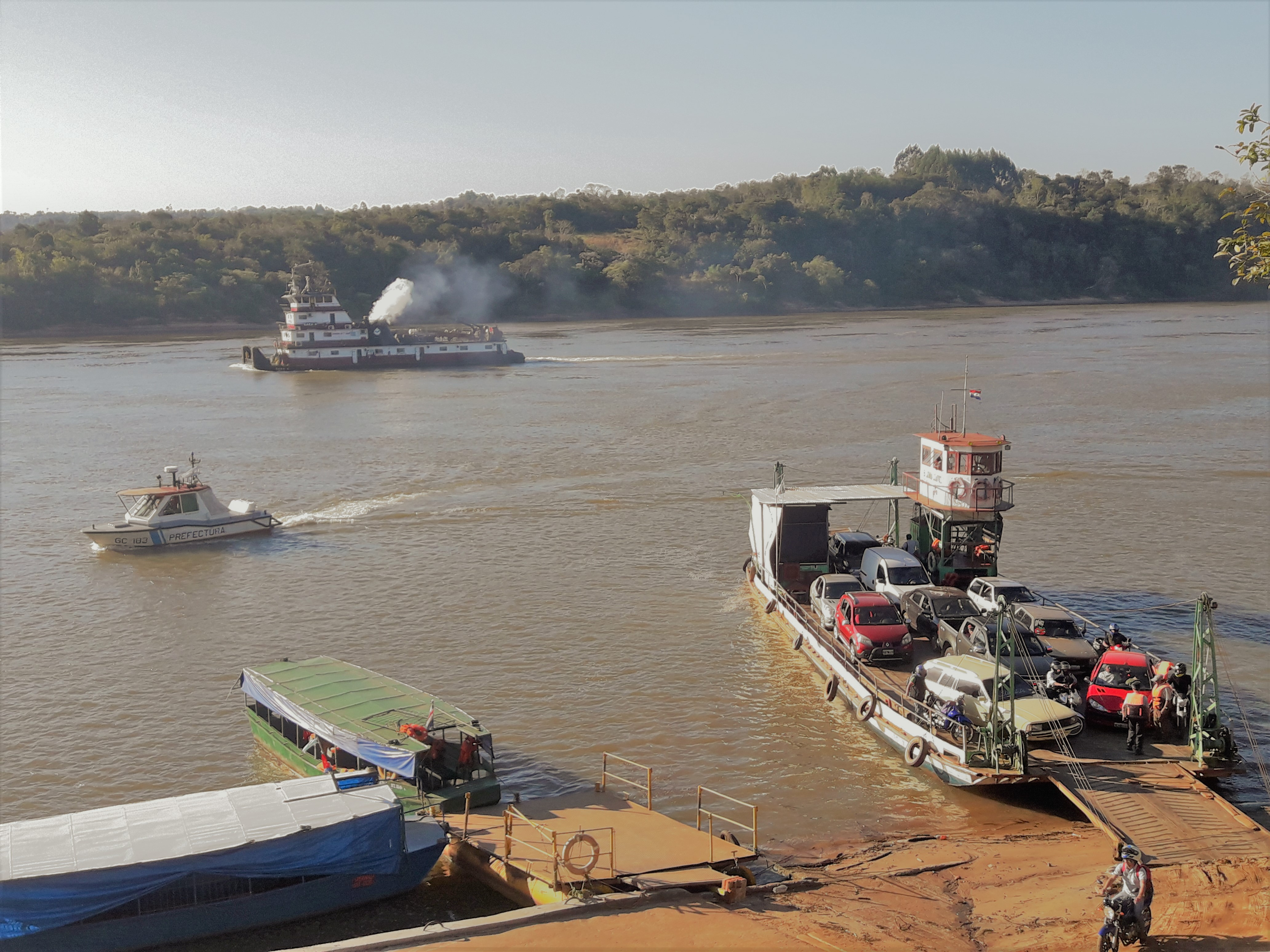
Tráfico fluvial y llegada de la Balsa del paso internacional a Puerto Rico (Argentina) proveniente de Puerto Triunfo (Paraguay) sobre el río Paraná
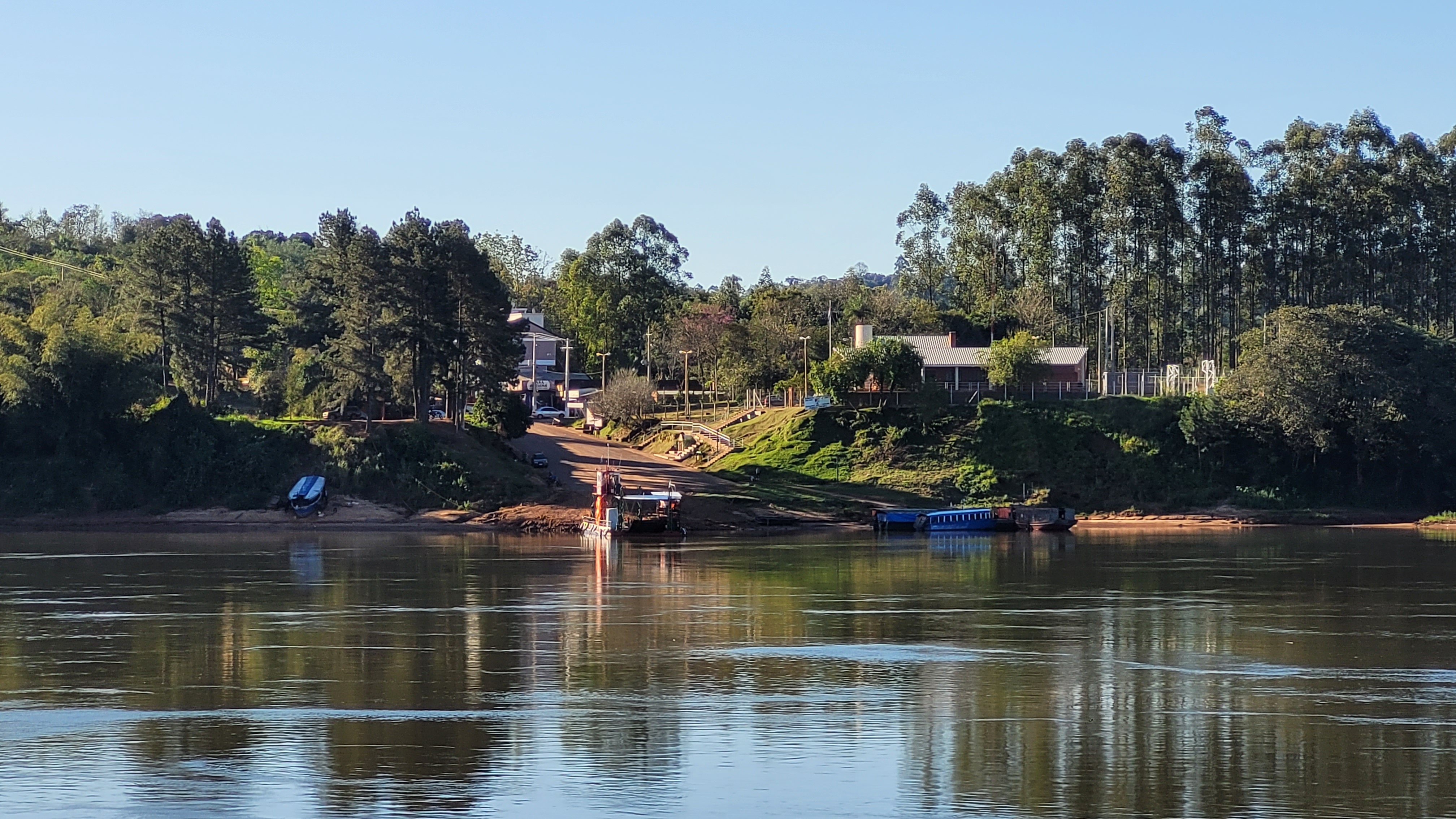
Zona de embarque de balsas en Puerto Triunfo (Paraguay), sobre el río Paraná, visto desde Puerto Rico (Argentina)

## Hermanas de la Caridad
En Puerto Triunfo trabajan las Hermanas de la Caridad de Santa Juana Antida Thouretcon dos centros extraescolares para niños, a los que están adscriptos dos comedores. A ellos acuden numerosas personas de escasos recursos económicos de esta localidad.